# Sistan en Beloetsjistan
Sistan en Beloetsjistan (Perzisch: استان سیستان و بلوچستان, Ostān-e Sistān wa Baluĉestān) is een van de 31 provincies van Iran. De provincie is gelegen in het zuidoosten van het land en de oppervlakte beslaat 181.785 km². De hoofdstad van deze provincie is Zahedan.
De provincie bestaat uit Sīstān in het uiterste noorden (ten noorden van Zahedan) en voor de rest uit het Iraanse deel van de historische landstreek Balūchestān.
De bevolking bestaat hoofdzakelijk uit soennitische Beloetsjen en sjiitische Perzen. De twee meest gesproken talen zijn dan ook het Beloetsji en het Perzisch.
Alborz · Ardebil · Oost-Azerbeidzjan · West-Azerbeidzjan · Bushehr · Chahar Mahaal en Bakhtiari · Fars · Gilan · Golestan · Hamadan · Hormozgan · Ilam · Isfahan · Kerman · Kermanshah · Noord-Khorasan · Razavi-Khorasan · Zuid-Khorasan · Khoezistan · Kohgiluyeh en Boyer Ahmad · Kordestan · Lorestan · Markazi · Mazandaran · Qazvin · Qom · Semnan · Sistan en Beloetsjistan · Teheran · Yazd · Zanjan